# Saltos ornamentais no Campeonato Mundial de Esportes Aquáticos de 2011 - Plataforma 10 m individual feminino
A prova da plataforma 10 m individual feminino dos saltos ornamentais no Campeonato Mundial de Esportes Aquáticos de 2011 foi realizada entre os dias 20 de julho e 21 de julho no Shanghai Oriental Sports Center em Xangai.

## Calendário
| Fase       | Data        |
| ---------- | ----------- |
| Preliminar | 20 de julho |
| Semifinal  | 20 de julho |
| Final      | 21 de julho |

## Medalhistas
| Ouro              | Prata          | Bronze               |
| Chen Ruolin (CHN) | Hu Yadan (CHN) | Paola Espinosa (MEX) |

## Resultados
34 saltadoras participaram da prova. Para a semifinal classificaram-se 18 atletas dos quais 12 avançaram para a final.
| Pos.              | Saltadora                  | Nacionalidade   | Preliminar | Preliminar | Semifinal | Semifinal | Final  | Final |
| Pos.              | Saltadora                  | Nacionalidade   | Pontos     | Pos.       | Pontos    | Pos.      | Pontos | Pos.  |
| ----------------- | -------------------------- | --------------- | ---------- | ---------- | --------- | --------- | ------ | ----- |
| Medalha de ouro   | Chen Ruolin                | China           | 370.30     | 2          | 385.95    | 2         | 405.30 | 1     |
| Medalha de prata  | Hu Yadan                   | China           | 382.25     | 1          | 403.65    | 1         | 394.00 | 2     |
| Medalha de bronze | Paola Espinosa             | México          | 328.35     | 5          | 366.65    | 3         | 377.15 | 3     |
| 4                 | Meaghan Benfeito           | Canadá          | 336.90     | 3          | 327.70    | 7         | 375.50 | 4     |
| 5                 | Pandelela Rinong           | Malásia         | 330.70     | 4          | 348.70    | 4         | 355.85 | 5     |
| 6                 | Iuliia Prokopchuk          | Ucrânia         | 321.35     | 7          | 316.95    | 10        | 340.15 | 6     |
| 7                 | Alex Croak                 | Austrália       | 320.50     | 8          | 330.35    | 6         | 337.75 | 7     |
| 8                 | Roseline Filion            | Canadá          | 324.20     | 6          | 326.15    | 8         | 333.00 | 8     |
| 9                 | Tonia Couch                | Reino Unido     | 317.10     | 9          | 313.35    | 11        | 315.05 | 9     |
| 10                | Brittany Viola             | Estados Unidos  | 279.15     | 14         | 305.70    | 12        | 308.05 | 10    |
| 11                | Yulia Koltunova            | Rússia          | 287.20     | 13         | 317.80    | 9         | 293.90 | 11    |
| 12                | Nora Subschinski           | Alemanha        | 289.50     | 12         | 331.70    | 5         | 286.30 | 12    |
| 13                | Kim Jin-Ok                 | Coreia do Norte | 268.15     | 18         | 304.35    | 13        |        |       |
| 14                | Traisy Vivien              | Malásia         | 274.85     | 16         | 294.35    | 14        |        |       |
| 15                | Jessica Parratto           | Estados Unidos  | 273.35     | 17         | 294.25    | 15        |        |       |
| 16                | Alejandra Orosco           | México          | 304.35     | 10         | 284.35    | 16        |        |       |
| 17                | Brittany Broben            | Austrália       | 276.55     | 15         | 263.95    | 17        |        |       |
| 18                | Mai Nakagawa               | Japão           | 304.00     | 11         | 257.25    | 18        |        |       |
| 19                | Maria Kurjo                | Alemanha        | 267.60     | 19         |           |           |        |       |
| 20                | Maria Florencia Betancourt | Venezuela       | 267.50     | 20         |           |           |        |       |
| 21                | Mara Aiacoboae             | Roménia         | 265.10     | 21         |           |           |        |       |
| 22                | Carolina Murillo           | Colômbia        | 262.05     | 22         |           |           |        |       |
| 23                | Fuka Tatsumi               | Japão           | 261.95     | 23         |           |           |        |       |
| 24                | Jennifer Cowen             | Reino Unido     | 254.70     | 24         |           |           |        |       |
| 25                | Natalia Goncharova         | Rússia          | 254.10     | 25         |           |           |        |       |
| 26                | Noemi Batki                | Itália          | 251.35     | 26         |           |           |        |       |
| 27                | Choe Kum-Hui               | Coreia do Norte | 243.20     | 27         |           |           |        |       |
| 28                | Sahily Martinez            | Cuba            | 242.05     | 28         |           |           |        |       |
| 29                | Villo Kormos               | Hungria         | 233.75     | 29         |           |           |        |       |
| 30                | Lisette Ramirez            | Venezuela       | 217.55     | 30         |           |           |        |       |
| 31                | Corina Popovici            | Roménia         | 207.95     | 31         |           |           |        |       |
| 32                | Julia Loennegren           | Suécia          | 200.65     | 32         |           |           |        |       |
| 33                | Audrey Labeau              | França          | 98.50      | 33         |           |           |        |       |
| –                 | Annia Rivera               | Cuba            | DNS        |            |           |           |        |       |